# 通詞
通詞（つうじ）または通事（読み同じ）とは、江戸幕府の世襲役人で公式の通訳者のことである。中国との貿易及びポルトガルやスペインとの南蛮貿易の際の通訳に始まり、それぞれ唐通事、南蛮通詞と呼ばれた。ポルトガルとの交易が禁止され、1641年（寛永18年）にオランダ商館が平戸から長崎の出島に移されて、オランダ交易が主流になると南蛮通詞は阿蘭陀通詞と呼ばれるようになった。一般的に「通事」は唐通事を、「通詞」は阿蘭陀通詞（オランダ通詞、蘭通詞）を指し、漢字の使い分けがなされた。そのほか、通辞、通弁などとも書き、出島役人などとも言う。
蘭学などが彼らによって日本に入ってきたように、西洋文化受容の受け皿となっていた。
文化5年（1808年）のイギリスのフェートン号事件や嘉永6年（1853年）のロシアのプチャーチンの来航など、諸外国が日本との国交を求めるようになると、通詞たちは英語やロシア語の習得を命じられるようになった。こうして育成されたロシア語通辞は、ロシア人だけでなく得撫島以北の南千島アイヌと北千島アイヌとの通訳も担った。こうした千島アイヌの多くは母語である千島アイヌ語の他に第二言語としてロシア語を話すことが多かったためである。

## 長崎版
嘉永元年（1848年）に舶来した印刷機をもとに、品川藤兵衛、楢林定一郎、本木昌造、北村元助らの案で、長崎奉行所の西役所に活字版摺立所が設立された。そこで印刷された欧文出版物群を長崎版と呼ぶ。
安政4年（1857年）には、江戸町五ケ所宿老会所に移転。活字鋳造を試みるなど、西洋技術の導入が試みられ、後の築地活版印刷へとつながっていく。

## 関連文献
- 片桐一男「江戸時代の通訳官 阿蘭陀通詞の語学と実務」吉川弘文館、ISBN 978-4-642-03472-2